# Daniel Gran
Daniel Gran   (Viena, 22 de maig de 1694 - Sankt Pölten, 16 d'abril de 1757) va ser un pintor austríac. Els seus quadres adornen varis dels edificis de la seva ciutat natal.

## Biografia
Gran va ser un dels fills de Hofkochs Kaiser Leopold I. Va ser recolzat per la Càmera de Schwarzenberg, que el va ajudar a finançar els seus estudis i viatges per Itàlia, on va estudiar principalment amb Sebastiano Ricci a Venècia i Francesco Solimena a Nàpols. Les seves obres es caracteritzen per una vacil·lació entre la influència veneciana en la coloració i la influència napolitana en la composició. A més de la Casa del Príncep de Schwarzenberg, també va pintar per a la casa d'Habsburg; en 1727 va ser nomenat pintor de la cort.
A partir de 1732, va usar el títol de "Daniel-le-Grand," i des de 1736, amb el predicat "della Torre".
Cap al final de la seva carrera, les seves pintures semblen cada vegada menys "barroques" (en les dimensions figuratives, il·lusionisme). Per tant, pot ser vist com un important precursor del classicisme.

## Obres
- Palau Schwarzenberg (Vienna)
- Saló estat de la Biblioteca Nacional d'Àustria
- Catedral de Sankt Pölten
- Nou Ajuntament i Landhaussaal de Brno
- Les esglésies de la ploma Herzogenburg i Lilienfeld Abbey, Lilienfeld
- Església parroquial de Hirschstetten+